# تورو ایریه
تورو ایریه (انگلیسی: Toru Irie؛ زادهٔ ۸ ژوئیهٔ ۱۹۷۷) بازیکن فوتبال اهل ژاپن است.
از باشگاه‌هایی که در آن بازی کرده‌است می‌توان به باشگاه فوتبال ویسل کوبه، باشگاه فوتبال کاشیوا ریسول، و باشگاه فوتبال گامبا اوساکا اشاره کرد.